# Leopoldo Espuny i Carrillo
Leopoldo Espuny i Carrillo (Gallur, 5 de setembre de 1940 - Barcelona, 12 de juny de 2016) fou un advocat laboralista i responsable del Gabinet de CCOO a finals dels anys setanta. Fou detingut diverses vegades durant el franquisme per la seva activitat política i processat pel Tribunal d'Ordre Públic. Formà part del comitè central del PSUC i de la direcció d'ICV.

## Biografia
Nascut el 5 de setembre de 1940 a Gallur, un petit municipi de la província de Saragossa, Leopoldo Espuny i Carrillo arribà a Catalunya dos anys després el 1942, a Tarragona. Pocs anys més tard, el 1947, la seva família es tornaria a desplaçar per anar a viure a Barcelona.
El 1963, mentre estudiava dret, entrà a formar part a la secció estudiantil del Partit Socialista Unificat de Catalunya (PSUC). A partir del 1967 actuà com a responsable de la cèl·lula d'estudiants a la Universitat de Barcelona fins al 1971, quan va passar al comitè de Barcelona del partit.
A partir del 1972 va actuar en l'organització dels intel·lectuals i professionals de Barcelona, i el 1973 en l'organització dels advocats fins 1977. Va participar, com a membre del moviment estudiantil, en la CFPC el 1970, i el 1972 a l'Assemblea de Catalunya com a membre de l'organització dels advocats de Barcelona. El 1971 es va vincular al despatx laboralista de Luis Salvadores fins 1978, quan va passar a ser responsable del Gabinet Jurídic de la CONC (Comissió Obrera Nacional de Catalunya), essent membre del Consell Nacional del sindicat.
Va ser detingut i processat pel TOP en diferents ocasions (1967, 1969, 1971, 1972 i 1974), però també hi va actuar com advocat defensor de diferents causes. El 1981 va ser membre del Comitè Central del PSUC, i el 1982 va passar a formar part del PCC, essent membre del seu comitè executiu fins 1986. Va formar part del grup dels “almendros” que tornaren al PSUC aquell mateix any, i ho feu com a secretari de relacions internacionals del PSUC. Participà en la direcció d'ICV fins al 1997. El 1998 va passar a ser membre del Comitè Central del PSUC-Viu.